# Tristan Duval
Pour les articles homonymes, voir Duval.
Tristan Duval, né le 2 juin 1971 à Neuilly-sur-Seine (France), est un chef d'entreprise français et producteur de spectacles, créateur notamment de l'organisation « Opéra en plein air ». Il est maire de Cabourg entre 2014 et 2023. 

## Biographie

### Famille
Tristan Efflam François Serge Duval est né le 2 juin 1971 à Neuilly-sur-Seine du mariage de Jacques Duval, ingénieur, et d’Éliane Hassan, conseillère d'éducation. Tristan Duval est le frère de l'entrepreneur Gaël Duval.
Le 15 juillet 2006, il épouse à Cabourg Charlotte Laurent dont il divorce le 21 septembre 2015. Le 27 août 2016, il épouse en secondes noces Solène Mauget, membre du média Club et responsable de programmes à l’unité magazines culturels de France 2, en présence du Premier ministre Manuel Valls,,.

#### Condamnations pour violences conjugales
En septembre 2018, il est accusé par sa seconde épouse de violences conjugales aggravées qui se seraient déroulées le 7 août 2018 et comparaît devant le tribunal correctionnel de Caen le 10 octobre. Il est condamné le 21 novembre 2018 à trois mois de prison avec sursis pour violences sur conjoint et annonce vouloir faire appel. À l'issue de ce jugement, deux pétitions réclament la démission de Tristan Duval. En un mois, elles recueillent 5 000 signatures, puis en atteignent près de 80 000 en juin 2019. 
Tristan Duval porte aussi plainte contre son épouse Solène Mauget, pour dénonciation calomnieuse et pour des violences qui se seraient produites lors de la même dispute. La plainte est classée sans suite. Tristan Duval assigne alors son épouse en citation directe pour « violences conjugales volontaires ». Le parquet requiert la relaxe mais, le 20 novembre 2019, le tribunal correctionnel de Caen condamne Solène Mauget à 1 500 € d'amende dont 1 000 € avec sursis. Elle se pourvoit en appel. Le couple est en instance de divorce.
Les deux affaires sont réunies en une seule à la cour d'appel de Caen le 16 avril 2021 et les condamnations des deux époux confirmées le 18 juin 2021,.

### Formation
Après des études secondaires à l'école Massillon de Paris, Tristan Duval poursuit des études supérieures à l'université Paris-I Panthéon Sorbonne où il obtient un diplôme d'études universitaires générales (DEUG) d'histoire. Il suit les cours de l’École supérieure d'études cinématographiques (Esec).

### Carrière professionnelle
Ses premières expériences professionnelles sont liées au cinéma, en tant que régisseur de films et de publicités (la Pac, Téléma). Il passe 6 ans en tant que chargé de projets dans des agences de communications leaders, comme l’agence Public Image au côté de Laurent Broomhead et dans les agences Chronofolie’s et Advantage. 
En 1998, il fonde l'agence de productions culturelles Akouna qu'il préside jusqu'en 2015. Il endosse le rôle de producteur de spectacle et bâtisseurs d’évènements culturels. Il fonde les Opéras en plein air qui réunit chaque année plus de 50 000 personnes dans les plus beaux châteaux de France, pour promouvoir l'art lyrique et faciliter l'insertion professionnelle de jeunes talents.
En 2012, il préside également l'agence Community jusqu'en 2014, date à laquelle il est élu Maire de Cabourg.
En 2019 il intègre le groupe Paris-Society, chargé des Affaires publiques et des fondations.

### Carrière politique
Conseiller municipal de Cabourg depuis 2001, il est nommé adjoint au maire de 2001 à 2007 puis élu maire le 4 avril 2014. L'élection est annulée en juin 2014 pour irrégularité par le tribunal administratif de Caen. Le Conseil d'État est ensuite saisi et confirme l'annulation le 23 février 2015,,. Le 2 mars 2015, une délégation est mise en place par le préfet pour administrer la commune. Fin mai 2015, Tristan Duval est réélu avec 60 % des voix au premier tour. Maire élu sous l'étiquette divers droite, il soutient la candidature d'Emmanuel Macron lors de l'élection présidentielle de 2017.
Il assume la présidence de l'office du tourisme de 2008 à 2014.[réf. nécessaire]
Il est l'un des fondateurs de l'association Cabourg Ensemble.
Lors de l'élection municipale de 2020, la liste qu'il mène l'emporte au second tour avec 58,7 % des voix face à Julien Champain. Il est réélu maire.
À l'occasion d'un festival littéraire à Cabourg, prévu les 23 et 24 octobre 2021, Tristan Duval décide d’annuler la venue d’Éric Zemmour, qui devait y présenter son dernier livre en date. Pour Tristan Duval, le festival est un événement littéraire et le rôle politique pris par Zemmour dans la campagne présidentielle justifie ce choix,.
Tristan Duval démissionne de son mandat de maire le 22 septembre 2023 et le 29 septembre, Emmanuel Porcq est élu maire de Cabourg, Tristan Duval devenant son 8e adjoint, chargé des grands projets d'urbanisme,.

## Productions
Tristan Duval est un producteur de spectacles, créateur et fondateur des opéras en plein air.
En tant que producteur, il produit la « Fête de la philo ». Il développe la licence Play me I'm Yours,, dont la SNCF s'inspire et le généralise dans ses gares à travers toute la France.
Il innove avec la Fête Paradiso, à New York (depuis 2013), hommage aux fêtes anciennes et aux ambiances d'autrefois dont une collection est installée dans l'île de Governors Island au sud de Manhattan.
En 2000, il lance le festival Opéra en plein air qui a pour objectif d’attirer un nouveau public à l’opéra, et de valoriser le patrimoine architectural et touristique,,,. Elle propose chaque été une nouvelle création d’une grande œuvre du répertoire lyrique en sollicitant des personnalités de premier plan. Depuis 2001, le festival Opéra en Plein Air, développe un rapport nouveau à l’art lyrique pour toucher un public fréquentant peu, voire pas du tout, les opéras.
Ses productions sont reconnues dans toute la France, et vont également séduire le public belge et italien. La Traviata, notamment, mise en scène par Henry-Jean Servat fait date. La scénographie est de Jacques Garcia, les costumes de Frank Sorbier, les lumières de Robert Hossein et le prologue est enregistré et lu par Isabelle Adjani. La Bohème de Puccini est coproduite avec le célèbre festival Puccini de Torre del Lago Puccini.
Il produit la première pièce de Manon Savary, L’illusion Comique, en 2006 dans le cadre du 400e anniversaire de la naissance de Corneille organisée avec Franck Ferrand. 
Il s’est également illustré dans le théâtre dans des projets associant des artistes handicapés, sur une initiative de Dove Attia et Ounissa Yazid d’Handy Art, il produit en 2007 la pièce les Hors la loi d'Alexandre Bonstein, mise en scène par Agnès Boury, plaidoyer pour modifier le regard sur le handicap qui est joué plus de 120 représentations dans toute la France.
En 2008 et en 2010, il organise les Video Games Live au Palais des congrès de Paris, concerts de musiques de jeux vidéo créé par Tommy Tallarico et Jack Wall.
Il confie la scénographie de l’exposition de costumes de scène d’opéra au Château de Chambord à Alain Germain. 
En 2011, il produit Les Feux de Chantilly au Château de Chantilly,qui ont réuni plus de 50 000 personnes.  En 2011 et 2012, il produit et lance Les Promenades Musicales de Compiègne consacrées à Mozart puis Beethoven au Palais Impérial de Compiègne en co-production avec le Festival des Forêts dirigé par Bruno Ory-Lavollé.
Il organise des expositions en lien avec le cinéma : Brigitte Bardot (en 2009) en collaboration avec Henry-Jean Servat,, qui en est le commissaire général dans la ville de Boulogne-Billancourt puis à Saint-Tropez attire plus de 300 000 visiteurs, l'exposition Romy Schneider à Boulogne-Billancourt,puis à Cannes reçoit plus de 100 000 personnes dont le commissariat est assuré par Jean-Pierre Lavoignat. Il organise l'exposition Givenchy-Balenciaga au Château d'Haroué en Lorraine.